# Polystigma
Polystigma DC. – rodzaj grzybów z klasy Sordariomycetes. Grzyby mikroskopijne, patogeny roślin.

## Systematyka i nazewnictwo
Pozycja w klasyfikacji według Index Fungorum: Phyllachoraceae, Phyllachorales, Sordariomycetidae, Sordariomycetes, Pezizomycotina, Ascomycota, Fungi.
Synonimy: Polylagenochromatia Sousa da Câmara, Polystigmella Jacz. & Natalina, Polystigmina Sacc., Rhodoseptoria Naumov.

## Charakterystyka
Gatunki występujące w Europie pasożytują na roślinach z rodziny różowatych (Rosaceae). Anamorfy tworzą na liściach porażonych roślin pseudostromy zanurzone w tkance żywiciela. Zbudowane są z komórek liści z luźno poprzeplatanymi strzępkami grzyba. Powstają w nich spłaszczone, żółtopomarańczowoczerwone konidiomy. W pseudopodkładkach znajdują się liczne, owalne komory posiadające na szczycie ostiolum znajdujące się nieco poniżej górnej powierzchni skórki liścia. Wewnątrz nich rozwijają się dobrze rozgałęzione konidiofory zakończone cylindrycznymi komórkami konidiotwórczymi. Powstają w nich długie, hialinowe, jednokomórkowe konidia z gutulami. Dolna część konidium jest wrzecionowata i silnie wydłużona, górna nitkowata.
Teleomorfy w Europie rozwijają się na opadłych liściach. Powstają w nich askospory wiosną dokonujące infekcji pierwotnej na młodych liściach roślin.
W Polsce występują dwa gatunki. Polystigma rubrum powoduje czerwoną plamistość liści śliwy, Polystigma fulvum plamistość liści czereśni ptasiej.

## Gatunki występujące w Polsce
- Polystigma fulvum DC. 1817
- Polystigma rubrum (Pers.) DC. 1815

Nazwy naukowe na podstawie Index Fungorum, wykaz gatunków według W. Mułenko i in..